# Bogatić
Bogatić (Servisch: Богатић) is een gemeente in het Servische district Mačva.
Bogatić telt 32.990 inwoners (2002). De oppervlakte bedraagt 384 km², de bevolkingsdichtheid is 85,9 inwoners per km².
Naast de hoofdplaats Bogatić bestaat de gemeente uit de plaatsen Badovinci, Banovo Polje, Belotić, Glogovac, Glušci, Dublje, Klenje, Metković, Očage, Salaš Crnobarski, Sovljak, Uzveće en Crna Bara.